# Maximilian al II-lea al Bavariei
Maximilian al II-lea al Bavariei (28 noiembrie 1811 –  10 martie 1864) a fost rege al Bavariei din 1848 până în 1864. A fost fiul regelui lui Ludovic I al Bavariei și a soției lui, Theresa de Saxa-Hildburghausen.

## Prinț Moștenitor
După ce a studiat la Göttingen și Berlin și a călătorit în Germania, Italia și Grecia, a fost introdus de tatăl său în consiliul de stat (1836).

De la început a arătat o dispoziție spre studiu, declarând cu o ocazie că dacă nu ar fi fost născut într-un leagăn regal alegerea sa ar fi fost de a deveni profesor. Ca prinț moștenitor, în castelul Hohenschwangau situat în apropiere de Füssen, pe care l-a reconstruit cu gust excelent, a adunat lângă el o societate intimă de artiști și învățați și și-a dedicat timpul pentru studii științifice și istorice.

## Rege

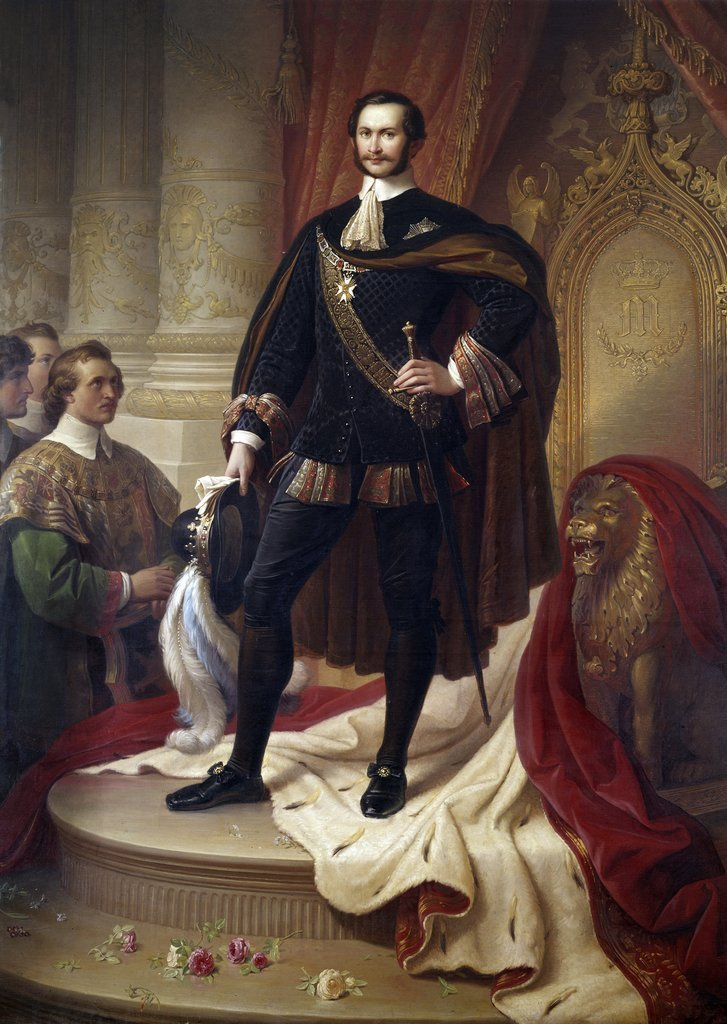
Maximilian al II-lea al Bavariei

Atunci când abdicarea lui Ludwig I (20 martie 1848) l-a chemat brusc la tron, prin alegerea miniștrilor săi a promis un regim liberal. Atunci când, începând cu anul 1850, guvernul său a avut tendințe în direcția absolutismului, el a criticat ultramontanismul invitând un număr de oameni celebri ai științei și ai cărții (e.g. Emanuel Geibel, Justus von Liebig, Heinrich von Sybel) la München, indiferent de opiniile lor religioase.
În politica sa germană Maximilian a fost ghidat de dorința de a menține uniunea prinților, și a sperat să atingă acest lucru împotriva rivalității periculoase a Austriei și Prusiei prin crearea unei ligi a statelor "de mijloc" și mici.